# يوري فسيفولودوفيتش الثاني
يوري الثاني (1187 – 1238) هو ابن أمير فسيفولود الثالث العش الكبير وأميرة تشيكية وهو «الأمير المعظم» في فلاديمير (أعوام 1212 – 1216 واعوام 1218 – 1238).
تولى يوري الحكم في فلاديمير بوصية صادرة عن ابيه فسيفولود، لكنه تنازل عن العرش نتيجة الصراع من اجل السلطة لصالح أخيه الأكبر قسطنطين وتولى عرش فلاديمير مرة أخرى بعد وفاة قسطنطين عام 1218 .
واشتهر الأمير يوري بحملاته العسكرية الناجحة ضد بلغار نهر كاما وتأسيس مدينة نيجني نوفغورود حيث شيد كنيسة مريم العذراء. وتقول الاساطير الروسية انه كان ضمن مؤسسي مدينة كيتيج القديسة التي تعتبر لحد الآن محجة للمؤمنين الأرثوذكس.

## الغزو المغولي
بعد وفاة جنكيز خان تولى الخان أوقطاي خان الحكم المغولي ووجه جحافله بقيادة ابن اخيه الخان باتيه ليفتح أوروبا. وبعد اجتياح أراضي بلغار نهر كاما عام 1237 زحف المغول نحو حدود أراضي فلاديمير وسوزدال. فسقطت إمارة ريازان ومدن موسكو وتفير وبرياسلافل وروستوف وغيرها. ولم يتمكن جيش فلاديمير بقيادة ابن الأمير يوري الثاني ايقاف المغول، فوصلت القوات المغولية إلى مشارف مدينة فلاديمير واطبقت الحصار عليها واستمر الحصار 7 أيام، فسقطت فلاديمير على ايدي المغول الذين اجتاحوها تماما وقتلوا أو اسروا كل اهاليها المدافعين عن المدينة. ولم يحضر الأمير يوري في فلاديمير وقت الحصار لانه كان يعمل على جمع وحدات جيشه ليصد الغزو المغولي. وتحولت منطقة شمال شرق روسيا إلى انقاض وتم حرق مدنها وقراها وقتل واسر اهاليها. وقتلت اسرة الأمير يوري كلها تقريبا في مدينة فلاديمير.
لقي الأمير يوري العدو على ضفة نهر سيت'. لكن افواجه لم تصمد في وجه الجحافل المغولية، فاسشهد هو ومعظم مقاتليه. فوجده الخان باتيه مبتور الرأس. وتقول الاسطورة ان الخان أخذ رأسه فوضعه فوق كتفيه فعاد الأمير إلى الحياة وصار يهدد خصمه.
1. ↑  "معلومات عن يوري فسيفولودوفيتش الثاني على موقع id.worldcat.org". id.worldcat.org. مؤرشف من الأصل في 2019-12-28.
2. ↑  "معلومات عن يوري فسيفولودوفيتش الثاني على موقع libris.kb.se". libris.kb.se. مؤرشف من الأصل في 2020-01-04.
3. ↑  "معلومات عن يوري فسيفولودوفيتش الثاني على موقع libris.kb.se". libris.kb.se. مؤرشف من الأصل في 2019-07-23.